# 赣江新区
赣江新区是中国江西省的一个国家级新区，于2016年6月14日由国务院批复设立，10月20日正式挂牌成立。
赣江新区于位于江西省首府南昌市北部，地处赣江之畔，包括南昌市的新建区，以及共青城市、永修县的部分街道（乡镇），规划面积465平方公里。
江西赣江新区建设以深化改革、扩大开放为动力，以科技创新、转型升级为引领，着力推动紧凑集约高效绿色发展，构建现代产业体系，推进生态文明建设，保障和改善民生，努力把江西赣江新区建设成为中部地区崛起和推动长江经济带发展的重要支点。